# Пандемия от COVID-19 в България
Коронавирусната болест 2019 в България е епидемия в България, започнала в началото на 2020 година. Тя е част от световната пандемия на заболяването коронавирусна болест 2019 (COVID-19), причинявано от вируса SARS-CoV-2.
За вируса SARS-CoV-2 е характерно съществуването на варианти, които се различават по скорост на  разпространение и степен на вирулентност .
Първият доказан случай на болестта в България е от 8 март 2020 г. Към 15 ноември 2022 г. има 1 284 051 потвърдени случая на коронавирусна болест 2019 във всички 28 области на страната. Има регистрирани 37 965 смъртни случая и 1 238 299 оздравели.
България е на осемдесет и седмо място в света по брой на заразените на един милион жители (над 187 хиляди) и на второ място в света (след Перу) по брой на смъртни случаи на един милион жители (над пет хиляди).
В България, както и в другите страни, по време на пандемията има повишена смъртност, т.е. смъртните случаи за даден период са повече от смъртните случаи, които се очакват за същия период от време в отсъствието на пандемия.В много страни обаче повишаването на смъртността е още по-голямо от регистрираните случаи на починалите от Ковид-19.Наличните данни позволяват на седмичното списание Икономист да определи, че в България починалите от Ковид-19 по време на пандемията са над 70 000, т.е. двойно повече от регистрираните . Тук причините може да се няколко. Възможно е това да са починали от Ковид-19 без направен тест. Възможно е здравната система да не успява да лекува останалите болести или пациентите да не търсят помощ поради страх от заразяване. 
Поставени са две дози ваксина на 2 073 773 души в България, 34% от населението, като по този показател страната остава на последно място в ЕС. С бустерна трета доза са 925 961 души.
На 13 март 2020 г. правителството обявява извънредно положение в цялата страна за срок от един месец, който на 3 април е удължен до 13 май 2020 година. От 14 май до 14 юни е обявена извънредна епидемична обстановка. Извънредната епидемична обстановка е удължена до 30 юни. На 24 юни заради сериозния ръст на заболели е обявено удължаване на извънредната обстановка до 15 юли. На 6 юли поради ръст на броя на заболелите извънредната обстановка е удължена с две седмици, до края на месец юли. На 27 юли е обявено удължаване на извънредната епидемична обстановка до края на август. Страната въвежда задължителен PCR тест за туристите от 5 държави – Молдова, Израел, Сърбия, Северна Македония и Кувейт. На 26 август с решение на Министерския съвет извънредната епидемична обстановка се удължава до 30 септември. Впоследствие епидемичната обстановка се удължава неколкократно. На 30 март 2022 г. Министерският съвет излиза с решение, че от 1 април извънредната епидемична обстановка се отменя.

## Предпазни мерки
На 25 февруари е създаден Национален оперативен щаб. Когато е потвърден първият случай на заразен от COVID-19 в България, училищата вече са затворени до 11 март поради епидемия от грип Б. Масовото увеличаване на случаите на грип Б предизвиква спиране на рутинните медицински прегледи и препоръка от страна на правителството за спиране на лекциите в университетите.
След обявяването на потвърдени случаи на коронавирус българското правителство незабавно забранява износа на защитно оборудване и поставя поръчки за маски и защитни костюми на местни производители. В допълнение 30 000 маски и 50 000 защитни костюма са доставени от Турция. Около 111 000 костюма и маски се изискват всеки месец и правителството планира да ги разпространи сред здравните работници, служителите на реда, граничните служители. Столична община увеличава дезинфекциите до четири пъти дневно в обществени институции, както и в градския транспорт. Персоналът във всички болници се проверява за болестта.
От 12 април до 13 май 2020 г., със заповед на министъра на здравеопазването, е въведено задължително носене на обществени места на предпазна маска за лице или друго средство, покриващо носа и устата (кърпа, шал и др.). На 1 май мярката е облекчена и носенето на предпазна маска на открито не е задължително при спазване на социална дистанция.
Зала "Арена Армеец" е изцяло оборудвана с легла и помощен инвентар. Идеята зад този акт била да се осигури готовност за масово приемане и настаняване на пациенти в случай на рязък ръст на заболелите и претоварване на болничната система. Залата е подготвена като временен полеви болничен център, който да предоставя базисни медицински грижи. Също и място за изолация на пациенти с леки симптоми. Това включва разполагането на легла, медицински материали и санитарни удобства. Целта, разбира се, била да се намали натискът върху интензивните отделения в болниците, ако се наложи.
Българската биотехнологична компания „Микар21“, която е разработвала обща ваксина срещу коронавирус през последните четири години, обявява, че ще започне клинични тестове за ваксина срещу SARS-CoV-2 в средата на 2020 г. въз основа на това изследване.

### Обявяване на извънредно положение
На 13 март в България, след 16 потвърдени случая за един ден, Народното събрание гласува единодушно (201 души „за“, 0 „против“, 0 „въздържали се“) и обявява извънредно положение за цялата страна в период до 13 април, което по-късно е удължено до 13 май. Училища, молове, барове, дискотеки, търговски центрове, кина, ресторанти, фитнес зали се затварят. Други търговски обекти и бизнеси, без да е обявена забрана, също затварят или преминават на намалено работно време поради спад в потреблението. Освен това всички пристигащи от Италия, Испания, Иран, Южна Корея и Китай са поставени под задължителна 14-дневна карантина. На 16 април са преустановени полетите от Великобритания.
Заради продължаващото увеличение на заразените с коронавирус на 1 април 2020 г. е предложено извънредното положение да бъде удължено до 13 май 2020 г. На 3 април 2020 г. предложението на правителството е прието от Народното събрание на извънредно заседание (122 гласуват „за“, 47 са „против“ и 7 – „въздържали се“).

### Блокиране на град Банско
На 17 март, след препоръка на оперативния щаб за борба с разпространението на коронавируса и със заповед от министъра на здравеопазването, град Банско е поставен под пълна карантина за срок от 14 дни. На 31 март правителството вдига блокадата над Банско.

### Забрани за паркове и плажове
След гласуване на Народното събрание на 20 март от 00:00 на същия ден влиза в сила забрана за посещаване на паркове, детски площадки и спортни съоръжения на открито и закрито. Забранява се излизането от областните центрове в страната без уважителна причина, свързана с работа, здравни причини или регистрация по постоянен или настоящ адрес. Във Варна е забранен достъпът до плажа.

### Блокиране на кварталите „Факултета“ и „Филиповци“
От 00.00 ч на 15 април 2020 г. е обявено, че се въвеждат частично ограничителни мерки на територията на столичните квартали „Факултета“ и „Филиповци“, това съобщава кметът на София Йорданка Фандъкова в нарочен брифинг. Като основна причина е обявен регистрираният ръст на случаите на заразени с COVID-19 и установени огнища на зараза с голям брой контактни лица. Заповедта за ограничителните мерки се издава от директора на Столичната здравна инспекция Пенчев по предложение на софийския оперативен щаб.
Ограниченията са за всички с изключение на тези, които отиват на работа с представяне на служебна бележка от работодател, и тези, които нужда от медицинска помощ. Ограничава се и движението на територията на двата квартала с изключение на излизания за посещение при личен лекар и за закупуване на храна и лекарства. Забраняват се и семейните тържества със събиране на близки.

### Блокиране на София по Великден
На Разпети петък (17 април 2020 г.), със заповед на Министъра на здравеопазването Кирил Ананиев, се въвежда строг режим на влизането и излизането от столицата София. Това е обявено на извънреден брифинг в Министерския съвет в 23 часа на 16 април. Решението е въведено по предложение на ръководителя на Националния оперативен щаб срещу коронавируса ген. Венцислав Мутафчийски. Блокадата не важи за лекотоварни и товарни МПС, които прекарват медикаменти и храни, МПС със специално предназначение и др. На 21 април строгите мерки са облекчени и за влизане и излизане от София остават мерките, които важат за всички областни градове.

### Четвърта вълна
Към 18 октомври 2021 г. по данни на Европейския център за превенция и контрол на заболяването (ЕЦПКЗ) България е с най-висока смъртност от коронавирус в ЕС за последните 14 дни. По данни на щатския университет „Джон Хопкинс“ страната от началото на пандемията дава 319,31 души на 100 хиляди население. От 00:00 часа на 21 октомври влиза в сила решение всички дейности на закрито да се извършват след предоставяне на „зелен сертификат“. Валидността на сертификата за преболедувалите COVID-19 се удължава от 6 месеца на 12 месеца. На 24 октомври 2021 г. България влиза в списъка на института „Роберт Кох“ (Германия) от страни с висок риск на заразяване с коронавирус. Другите държави са Румъния, Литва, Словения и Хърватия.

## Объркана статистика
На 5 юни 2020 г. се установява, че данните, подадени от Единния информационен портал, се разминават от обявените в брифинга на националния щаб предишния ден. Според обявеното на сайта: „Разликата спрямо обявените от НОЩ смъртни случаи е следствие от въведени по-късно данни от лечебните заведения за 12 починали лица, при които е бил доказан новият коронавирус. Тези случаи датират от м. април и началото на м. май“.

## Статистика

### Регистрирани активни случаи
Синята графика изобразява общия брой активни случаи с COVID-19. Червената графика изобразява броя на хоспитализираните с COVID-19. Жълтата графика е броят на хоспитализираните в интензивни отделения. Черната графика са дневните смъртни случаи. С хоризонтални пунктирани червена и жълта линии е означен наличният брой легла за пациенти с COVID-19 в болниците през октомври 2020.
Диаграмата използва логаритмична скала. Графиките са изгладени посредством централно пълзящо средно.

### Обща
Случаите, които са обявени в таблицата по-долу, отразяват обявените случаи по време на брифингите в 8:00 и 17:00, като по-ранният брифинг обявява резултати от проби, взети на предишния ден, и откритите болни са от предния ден. От 13 май е решено брифингите да се провеждат само в 8:00, но не и в 17:00, както до момента. От юни информацията се публикува в Единния информационен портал. През септември брифингите се завръщат само в четвъртък.
| Ден            | Нови случаи | Общо случаи | Смъртни случай | Излекувани | Активни случаи | Изследвани проби | % на положителните проби |
| -------------- | ----------- | ----------- | -------------- | ---------- | -------------- | ---------------- | ------------------------ |
| март 2020      | 412         | 412         | 8              | 17         | 374            | 2851             | 14%                      |
| април 2020     | 1129        | 1541        | 58             | 249        | 1174           | 16924            | 6,54%                    |
| май 2020       | 978         | 2519        | 74             | 808        | 1299           | 35 225           | 2,8%                     |
| юни 2020       | 2470        | 4989        | 83             | 1508       | 2026           | 58 498           | 4,2%                     |
| юли 2020       | 6589        | 11420       | 151            | 3591       | 4873           | 123333           | 5,34%                    |
| август 2020    | 4770        | 16190       | 239            | 5140       | 4264           | 130625           | 3,33%                    |
| септември 2020 | 4357        | 20547       | 200            | 3176       | 5374           | 119660           | 3,64%                    |
| октомври 2020  | 30494       |             | 441            | 5388       | 29910          | 190288           | 16,02%                   |
| ноември 2020   | 91449       |             | 2560           | 28717      | 90780          | 251726           | 36,35%                   |
| декември 2020  | 54898       | 197384      | 3309           | 61396      | 80519          | 161394           |                          |

| Брой починали по години и по пол, към 10.01.2022 | Брой починали по години и по пол, към 10.01.2022 | Брой починали по години и по пол, към 10.01.2022 | Брой починали по години и по пол, към 10.01.2022 |
| ------------------------------------------------ | ------------------------------------------------ | ------------------------------------------------ | ------------------------------------------------ |
| Година                                           | жена                                             | мъж                                              | Общо                                             |
| 2020 г.                                          | 2 873                                            | 4 544                                            | 7 417                                            |
| 2021 г.                                          | 10 745                                           | 12 312                                           | 23 057                                           |
| 2022 г.                                          | 364                                              | 353                                              | 717                                              |
| Общо                                             | 13 982                                           | 17 209                                           | 31 191                                           |

Източник: Портал за отворени данни на Р. България
URL на източник: https://data.egov.bg/data/resourceView/18851aca-4c9d-410d-8211-0b725a70bcfd
| Брой и относителен дял на починали по възрастови групи, година и пол, към 10.01.2022 | Брой и относителен дял на починали по възрастови групи, година и пол, към 10.01.2022 | Брой и относителен дял на починали по възрастови групи, година и пол, към 10.01.2022 | Брой и относителен дял на починали по възрастови групи, година и пол, към 10.01.2022 | Брой и относителен дял на починали по възрастови групи, година и пол, към 10.01.2022 | Брой и относителен дял на починали по възрастови групи, година и пол, към 10.01.2022 | Брой и относителен дял на починали по възрастови групи, година и пол, към 10.01.2022 | Брой и относителен дял на починали по възрастови групи, година и пол, към 10.01.2022 | Брой и относителен дял на починали по възрастови групи, година и пол, към 10.01.2022 | Брой и относителен дял на починали по възрастови групи, година и пол, към 10.01.2022 | Брой и относителен дял на починали по възрастови групи, година и пол, към 10.01.2022 | Брой и относителен дял на починали по възрастови групи, година и пол, към 10.01.2022 | Брой и относителен дял на починали по възрастови групи, година и пол, към 10.01.2022 | Брой и относителен дял на починали по възрастови групи, година и пол, към 10.01.2022 |
| ------------------------------------------------------------------------------------ | ------------------------------------------------------------------------------------ | ------------------------------------------------------------------------------------ | ------------------------------------------------------------------------------------ | ------------------------------------------------------------------------------------ | ------------------------------------------------------------------------------------ | ------------------------------------------------------------------------------------ | ------------------------------------------------------------------------------------ | ------------------------------------------------------------------------------------ | ------------------------------------------------------------------------------------ | ------------------------------------------------------------------------------------ | ------------------------------------------------------------------------------------ | ------------------------------------------------------------------------------------ | ------------------------------------------------------------------------------------ |
| Възрастова група                                                                     | 0 - 12                                                                               | 15 - 16                                                                              | 17 - 19                                                                              | 20 - 29                                                                              | 30 - 39                                                                              | 40 - 49                                                                              | 50 - 59                                                                              | 60 - 69                                                                              | 70 - 79                                                                              | 80 - 89                                                                              | 90+                                                                                  | неуточнена                                                                           | Общо                                                                                 |
| 2020 година                                                                          |                                                                                      |                                                                                      |                                                                                      |                                                                                      |                                                                                      |                                                                                      |                                                                                      |                                                                                      |                                                                                      |                                                                                      |                                                                                      |                                                                                      |                                                                                      |
| жена                                                                                 |                                                                                      | 1                                                                                    | 1                                                                                    | 7                                                                                    | 26                                                                                   | 96                                                                                   | 253                                                                                  | 724                                                                                  | 1056                                                                                 | 638                                                                                  | 70                                                                                   | 1                                                                                    | 2873                                                                                 |
| мъж                                                                                  | 2                                                                                    | 1                                                                                    | 2                                                                                    | 8                                                                                    | 51                                                                                   | 183                                                                                  | 549                                                                                  | 1280                                                                                 | 1564                                                                                 | 828                                                                                  | 76                                                                                   |                                                                                      | 4544                                                                                 |
| Общо                                                                                 | 2                                                                                    | 2                                                                                    | 3                                                                                    | 15                                                                                   | 77                                                                                   | 279                                                                                  | 802                                                                                  | 2004                                                                                 | 2620                                                                                 | 1466                                                                                 | 146                                                                                  | 1                                                                                    | 7417                                                                                 |
| относителен дял (%) жени                                                             | 0.0%                                                                                 | 0.0%                                                                                 | 0.0%                                                                                 | 0.2%                                                                                 | 0.9%                                                                                 | 3.3%                                                                                 | 8.8%                                                                                 | 25.2%                                                                                | 36.8%                                                                                | 22.2%                                                                                | 2.4%                                                                                 | 0.0%                                                                                 | 100.0%                                                                               |
| относителен дял (%) мъже                                                             | 0.0%                                                                                 | 0.0%                                                                                 | 0.0%                                                                                 | 0.2%                                                                                 | 1.1%                                                                                 | 4.0%                                                                                 | 12.1%                                                                                | 28.2%                                                                                | 34.4%                                                                                | 18.2%                                                                                | 1.7%                                                                                 | 0.0%                                                                                 | 100.0%                                                                               |
| относителен дял (%) общо                                                             | 0.0%                                                                                 | 0.0%                                                                                 | 0.0%                                                                                 | 0.2%                                                                                 | 1.0%                                                                                 | 3.8%                                                                                 | 10.8%                                                                                | 27.0%                                                                                | 35.3%                                                                                | 19.8%                                                                                | 2.0%                                                                                 | 0.0%                                                                                 | 100.0%                                                                               |
| 2021 година                                                                          |                                                                                      |                                                                                      |                                                                                      |                                                                                      |                                                                                      |                                                                                      |                                                                                      |                                                                                      |                                                                                      |                                                                                      |                                                                                      |                                                                                      |                                                                                      |
| жена                                                                                 | 3                                                                                    |                                                                                      | 2                                                                                    | 28                                                                                   | 87                                                                                   | 258                                                                                  | 787                                                                                  | 2324                                                                                 | 4168                                                                                 | 2739                                                                                 | 347                                                                                  | 2                                                                                    | 10745                                                                                |
| мъж                                                                                  | 1                                                                                    | 2                                                                                    | 3                                                                                    | 35                                                                                   | 173                                                                                  | 563                                                                                  | 1254                                                                                 | 3084                                                                                 | 4523                                                                                 | 2418                                                                                 | 254                                                                                  | 2                                                                                    | 12312                                                                                |
| Общо                                                                                 | 4                                                                                    | 2                                                                                    | 5                                                                                    | 63                                                                                   | 260                                                                                  | 821                                                                                  | 2041                                                                                 | 5408                                                                                 | 8691                                                                                 | 5157                                                                                 | 601                                                                                  | 4                                                                                    | 23057                                                                                |
| относителен дял (%) жени                                                             | 0.0%                                                                                 | 0.0%                                                                                 | 0.0%                                                                                 | 0.3%                                                                                 | 0.8%                                                                                 | 2.4%                                                                                 | 7.3%                                                                                 | 21.6%                                                                                | 38.8%                                                                                | 25.5%                                                                                | 3.2%                                                                                 | 0.0%                                                                                 | 100.0%                                                                               |
| относителен дял (%) мъже                                                             | 0.0%                                                                                 | 0.0%                                                                                 | 0.0%                                                                                 | 0.3%                                                                                 | 1.4%                                                                                 | 4.6%                                                                                 | 10.2%                                                                                | 25.0%                                                                                | 36.7%                                                                                | 19.6%                                                                                | 2.1%                                                                                 | 0.0%                                                                                 | 100.0%                                                                               |
| относителен дял (%) общо                                                             | 0.0%                                                                                 | 0.0%                                                                                 | 0.0%                                                                                 | 0.3%                                                                                 | 1.1%                                                                                 | 3.6%                                                                                 | 8.9%                                                                                 | 23.5%                                                                                | 37.7%                                                                                | 22.4%                                                                                | 2.6%                                                                                 | 0.0%                                                                                 | 100.0%                                                                               |
| 2022 година                                                                          |                                                                                      |                                                                                      |                                                                                      |                                                                                      |                                                                                      |                                                                                      |                                                                                      |                                                                                      |                                                                                      |                                                                                      |                                                                                      |                                                                                      |                                                                                      |
| жена                                                                                 |                                                                                      |                                                                                      |                                                                                      |                                                                                      | 3                                                                                    | 6                                                                                    | 18                                                                                   | 66                                                                                   | 147                                                                                  | 112                                                                                  | 12                                                                                   |                                                                                      | 364                                                                                  |
| мъж                                                                                  | 1                                                                                    |                                                                                      |                                                                                      |                                                                                      | 5                                                                                    | 12                                                                                   | 37                                                                                   | 78                                                                                   | 122                                                                                  | 90                                                                                   | 8                                                                                    |                                                                                      | 353                                                                                  |
| Общо                                                                                 | 1                                                                                    | 0                                                                                    | 0                                                                                    | 0                                                                                    | 8                                                                                    | 18                                                                                   | 55                                                                                   | 144                                                                                  | 269                                                                                  | 202                                                                                  | 20                                                                                   | 0                                                                                    | 717                                                                                  |
| относителен дял (%) жени                                                             | 0.0%                                                                                 | 0.0%                                                                                 | 0.0%                                                                                 | 0.0%                                                                                 | 0.8%                                                                                 | 1.6%                                                                                 | 4.9%                                                                                 | 18.1%                                                                                | 40.4%                                                                                | 30.8%                                                                                | 3.3%                                                                                 | 0.0%                                                                                 | 100.0%                                                                               |
| относителен дял (%) мъже                                                             | 0.3%                                                                                 | 0.0%                                                                                 | 0.0%                                                                                 | 0.0%                                                                                 | 1.4%                                                                                 | 3.4%                                                                                 | 10.5%                                                                                | 22.1%                                                                                | 34.6%                                                                                | 25.5%                                                                                | 2.3%                                                                                 | 0.0%                                                                                 | 100.0%                                                                               |
| относителен дял (%) общо                                                             | 0.1%                                                                                 | 0.0%                                                                                 | 0.0%                                                                                 | 0.0%                                                                                 | 1.1%                                                                                 | 2.5%                                                                                 | 7.7%                                                                                 | 20.1%                                                                                | 37.5%                                                                                | 28.2%                                                                                | 2.8%                                                                                 | 0.0%                                                                                 | 100.0%                                                                               |
| Общо                                                                                 | 7                                                                                    | 4                                                                                    | 8                                                                                    | 78                                                                                   | 345                                                                                  | 1118                                                                                 | 2898                                                                                 | 7556                                                                                 | 11580                                                                                | 6825                                                                                 | 767                                                                                  | 5                                                                                    | 31191                                                                                |

Източник: Портал за отворени данни на Р. България
URL на източник: https://data.egov.bg/data/resourceView/18851aca-4c9d-410d-8211-0b725a70bcfd

#### Заразени по области
| Дата             | Област | Област | Област | Област | Област | Област | Област | Област | Област | Област | Област | Област | Област | Област | Област | Област | Област | Област | Област | Област | Област | Област | Област | Област | Област | Област | Област | Област | Потвърдени случаи | Потвърдени случаи | Смъртни случаи | Смъртни случаи | Излекувани | Излекувани | Активни случаи |
| Дата             | БЛГ    | БУР    | ВАР    | ВЛТ    | ВИД    | ВРА    | ГАБ    | ДОБ    | КЪР    | КЮС    | ЛОВ    | МОН    | ПАЗ    | ПЕР    | ПЛЕ    | ПЛО    | РАЗ    | РУС    | СИЛ    | СЛИ    | СМО    | СОФ    | СОФ-О  | СТЗ    | ТЪР    | ХАС    | ШУМ    | ЯМБ    | нов               | Обща сума         | нов            | Обща сума      | нов        | Обща сума  | Обща сума      |
| ---------------- | ------ | ------ | ------ | ------ | ------ | ------ | ------ | ------ | ------ | ------ | ------ | ------ | ------ | ------ | ------ | ------ | ------ | ------ | ------ | ------ | ------ | ------ | ------ | ------ | ------ | ------ | ------ | ------ | ----------------- | ----------------- | -------------- | -------------- | ---------- | ---------- | -------------- |
| 2020 г.          | 11291  | 11263  | 15136  | 4427   | 1519   | 4351   | 4105   | 3526   | 1814   | 4473   | 2264   | 3042   | 5287   | 3678   | 5469   | 18791  | 2135   | 7267   | 2410   | 5107   | 2061   | 59884  | 59884  | 8996   | 2196   | 3922   | 4246   | 3525   |                   |                   |                |                |            |            |                |
| 1 януари 2021 г. | 41     | 81     | 100    | 27     | 13     | 47     | 8      | 26     | 14     | 18     | 18     | 8      | 28     | 33     | 38     | 107    | 8      | 21     | 15     | 34     | 13     | 155/23 | 155/23 | 5      | 12     | 44     | 33     | 22     | 1046              | 1046              | 61             | 61             | 1192       | 1192       | 75163          |
| 2 януари 2021 г. | 9      | 35     | 44     | —      | 3      | 5      | 2      | 9      | 3      | 8      | 8      | 3      | —      | 6      | 1      | 13     | —      | 8      | 2      | 7      | 3      | 76/11  | 76/11  | 4      | 2      | 3      | 3      | 6      | 274               | 274               | 28             | 28             | 816        | 816        | 74593          |
| 3 януари 2021 г. | 4      | 9      | 18     | 2      | 15     | 16     | 4      | 12     | —      | 10     | 3      | 6      | 11     | 6      | 21     | 18     | 1      | 24     | 2      | 17     | 8      | 94/19  | 94/19  | 2      | —      | 6      | 8      | 5      | 340               | 340               | 40             | 40             | 1124       | 1124       | 73769          |
| 4 януари 2021 г. | 2      | 4      | 18     | 1      | 1      | 8      | 1      | 5      | 2      | 15     | 2      | —      | 3      | 9      | 6      | 11     | 5      | 7      | 2      | 1      | 1      | 58     | 5      | 3      | —      | —      | 1      | —      | 171               | 171               | 43             | 43             | 944        | 944        | 72962          |
| 5 януари 2021 г. | 24     | 39     | 102    | 38     | 38     | 37     | 13     | 23     | 13     | 23     | 35     | 18     | 25     | 20     | 59     | 94     | 10     | 47     | 22     | 29     | 4      | 178    | 19     | 46     | 1      | 37     | 48     | 22     | 1029              | 204080            | 157            | 7835           | 2213       | 124624     | 71621          |
| Обща сума        | 10371  | 11431  | 15418  | 4495   | 1555   | 4464   | 4132   | 3601   | 1873   | 4547   | 2330   | 3077   | 5354   | 3761   | 5594   | 19034  | 2159   | 7373   | 2453   | 5195   | 2090   | 54746  | 5775   | 9110   | 2211   | 4012   | 4339   | 3580   | 204080            | 204080            | 7835           | 7835           | 124624     | 124624     | 71621          |
| Обща сума        | БЛГ    | БУР    | ВАР    | ВЛТ    | ВИД    | ВРА    | ГАБ    | ДОБ    | КЪР    | КЮС    | ЛОВ    | МОН    | ПАЗ    | ПЕР    | ПЛЕ    | ПЛО    | РАЗ    | РУС    | СИЛ    | СЛИ    | СМО    | СОФ    | СОФ-О  | СТЗ    | ТЪР    | ХАС    | ШУМ    | ЯМБ    | нов               | Обща сума         | нов            | Обща сума      | нов        | Обща сума  | Обща сума      |

## В масовата култура
В сюжета на 9-ия сезон на сериала „Откраднат живот“ е включена темата за коронавирусната болест.

## Виж още
- Ваксинация